# Guatteria poeppigiana
Guatteria poeppigiana Mart. – gatunek rośliny z rodziny flaszowcowatych (Annonaceae Juss.). Występuje naturalnie w Kolumbii oraz północnej części Brazylii (w stanie Pará). 

## Morfologia
PokrójZimozielone drzewo dorastające do 10 m wysokości.
LiścieMają podłużny kształt. Mierzą 18,5–24 cm długości oraz 5–6 szerokości. Nasada liścia jest ostrokątna. Wierzchołek jest spiczasty. Ogonek liściowy jest nagi i dorasta do 6–9 mm długości.
KwiatySą zebrane w parach. Rozwijają się w kątach pędów. Działki kielicha mają owalny kształt i dorastają do 5–7 mm długości. Płatki mają odwrotnie owalny kształt. Osiągają do 15–28 mm długości.